# Серджіо Бассі
Серджіо Бассі (італ. Sergio Bassi; 23 червня 1951 — 16 березня 2020) — італійський співак, пісняр напрямку фольк-рок.

## Біографія
Серджіо виховували бабусь і дідусь по матері в маленькому хуторі в Кодоньо, Ломбардія. Після повноліття переїхав до Леньяно, пізніше до П'яченци, потім сім років прожив у Сан-Франческо-Аль-Кампо. Пізніше він повернувся до рідного міста.
Під час пандемії коронавірусу 2019–20 років в Італії він заразився новим коронавірусом. 16 березня 2020 року він помер від інфекції в Кремі (Ломбардія).

## Дискографія

### Сингли
- 1982 рік — Una città su misura (45 GIRI)
- 2011 — Il Mantovano Volante (CD AUDIO) Museo Tazio Nuvolari
- 2016 — Інно а Санта Франческа Кабріні (CD AUDIO)

### Альбом
- 1984 — Ферма Герєро
- 1985 — Ali per volare
- 1986 — Cambio di stagioni
- 1989 — L'Equilibrista (перші версії LP 33 гірі)
- 1993 рік — Padene Storie & non …
- 2003 р. — Storie padane & non. . .
- 2004 — L'Equilibrista
- 2006 — E Il fiume sta a guardare. . .
- 2007 — Кавалло Паццо
- 2011 — I Cieli della Terra
- 2015 — Identità Musica & Parole
- 2017 — Una zolla di terra — Antologia